# Felicity Jones
Felicity Rose Hadley Jones (* 17. října 1983, Bournville, Birmingham, Spojené království) je britská herečka. Proslavila se rolí školní tyranky Ethel Hallow v seriálu Čarodějnice školou povinné a jeho pokračování Weirdsister College. Mezi její nejznámější filmy patří Cemetery Junction, Zamilovaní a Holka s prknem. V roce 2014 se objevila ve filmu Amazing Spider-Man 2. Ten samý rok si zahrála Jane Wilde Hawking ve filmu Teorie všeho. Za roli získala nominace na cenu Zlatý glóbus, BAFTA, Screen Actors Guild a Oscara. Její další významnou rolí byla Jyn Erso ve filmu Rogue One: Star Wars Story.

## Životopis
Vyrostla v Bournville v Birminghamu. Její rodiče se seznámili během práce v Wolverhampton Express and Star, její otec byl novinář, zatímco matka pracovala v reklamě. Když byly Felicity tři roky, rozvedli se a byla i se svým mladším bratrem dále vychovávána matkou. I přes tuto událost Felicity prohlásila, že její rodina „si je nesmírně blízká“.
Po studiu na Kings Norton Girls School navštěvovala King Edward VI Handsworth School. Po složení zkoušek přestala na rok studovat a objevovala se v televizním seriálu Servants. Poté navštěvovala Wadham College v Oxfordu, kde absolvovala v roce 2006. Během studia účinkovala ve studentských divadelních hrách, včetně Attis, kde hrála hlavní roli, a v roce 2005 se během japonského turné Shakespearovy Komedie omylů objevila po boku Harryho Lloyda.

## Kariéra
V roce 1998 hrála roli Ethel Hallowové v seriálu Čarodějnice školou povinné. Po první sérii seriál opustila, protože se jí stýskalo po domově, a nahradila ji Katie Allen.
V roce 2003 si zahrála v seriálu stanice BBC Servants.
V roce 2008 se objevila v epizodě seriálu Pán času. V roce 2009 získala roli Anne Frankové v minisérii Deníky Anny Frankové a o dva roky později ve filmu Zamilovaní. Poté si s Edem Westwickem ze Super drbny zahrála ve filmu Holka s prknem a v listopadu 2016 se stala tváří značky Dolce & Gabbana.
V roce 2014 získala roli ve filmu Amazing Spider-Man 2. Dne 9. března 2014 se objevila v epizodě seriálu Girls jako Dot. V tom samém roce si zahrála Jane Wilde Hawking, ženu Stephena Hawkinga, ve filmu Teorie všeho. Za roli získala nominace na Zlatý glóbus, BAFTA, Screen Actors Guild a Oscara. V únoru roku 2015 byla obsazena do role Jyn Erso ve filmu Rogue One: Star Wars Story. V roce 2018 si zahrála po boku Armieho Hammera ve filmu On the Basis of Sex.

## Osobní život
Aktuálně žije v Bethnal Green v Londýně. V roce 2013 se rozešla se svým dlouholetým přítelem Edem Fornielesem, který je sochařem a internetovým umělcem. Seznámili se v Oxfordu, kde Fornieles studoval na Ruskin School of Art.
V roce 2015 začala chodit s režisérem Charlsem Guardem. Zásnuby byly oznámeny v květnu roku 2017 a dvojice se vzala v červnu roku 2018. V září 2020 se jim narodilo první dítě, syn. O dva roky později přišla na svět dcera.

## Filmografie

### Televize
| Rok       | Název                      | Role               | Poznámky                                 |
| --------- | -------------------------- | ------------------ | ---------------------------------------- |
| 1996      | The Treasure Seekers       | Alice Bastable     | televizní film                           |
| 1998–1999 | Čarodějnice školou povinné | Ethel Hallow       | 11 dílů                                  |
| 2001      | Weirdsister College        | Ethel Hallow       | 13 dílů                                  |
| 2003      | Servants                   | Grace May          | 6 dílů                                   |
| 2007      | Northangerské opatství     | Catherine Morland  | televizní film                           |
| 2007      | Cape Wrath                 | Zoe Brogan         | 8 dílů                                   |
| 2008      | Pán času                   | Robina Redmond     | díl: „The Unicorn and the Wasp“          |
| 2009      | Deník Anny Frankové        | Margot Frank       | 5 dílů                                   |
| 2011      | Page Eight                 | Julianne Worricker | televizní film                           |
| 2014      | Girls                      | Dot                | díl: „Role-Play“                         |
| 2014      | Salting in Battlefield     | Julianne Worricker | televizní film                           |
| 2017      | Saturday Night Live        | moderátorka        | díl: „Felicity Jones / Sturgill Simpson“ |
| 2017      | Star Wars: Síly osudu      | Jyn Erso (hlas)    | 2 díly                                   |

### Film
| Rok  | Název                         | Role                |
| ---- | ----------------------------- | ------------------- |
| 2008 | Temné vzpomínky               | mladá Ruth          |
| 2008 | Návrat na Brideshead          | Cordelia Flyte      |
| 2009 | Chéri                         | Edmée               |
| 2010 | Cemetery Junction             | Julie Kendrick      |
| 2010 | SoulBoy                       | Mandy Hodgson       |
| 2010 | Bouře                         | Miranda             |
| 2011 | Holka s prknem                | Kim Matthews        |
| 2011 | Zamilovaní                    | Anna Maria Gardner  |
| 2011 | Albatros                      | Beth Fischer        |
| 2011 | Vrtěti ženou                  | Emily Dalrymple     |
| 2012 | Počasí jako malované          | Dolly Thatchem      |
| 2013 | Nadechni se                   | Sophie              |
| 2013 | Vášeň mezi řádky              | Nelly Ternan        |
| 2014 | Amazing Spider-Man 2          | Felicia Hardy       |
| 2014 | Teorie všeho                  | Jane Hawking        |
| 2015 | Pravdivý příběh               | Jill Barker         |
| 2016 | Volání netvora: Příběh života | Lizzie O'Malley     |
| 2016 | Srážka                        | Juliette            |
| 2016 | Inferno                       | Sienna Brooks       |
| 2016 | Rogue One: Star Wars Story    | Jyn Erso            |
| 2018 | On the Basis of Sex           | Ruth Bader Ginsburg |
| 2019 | Vzduchoplavci                 | Amelia Wren         |
| 2020 | Dračí země                    | Sorrell (hlas)      |
| 2020 | Půlnoční nebe                 | Sully               |
| 2021 | Poslední dopis od milence     | Ellie               |
| 2024 | Brutalista                    | Erzsébet Tóth       |

## Další projekty

### Rozhlas
- The Archers (1999–2009), Emma Grundy— rozhlasový pořad BBC Radio 4

### Divadlo
- Sněhová královna, Creation Theatre Company (2005–06), Gerda
- That Face, Royal Court Theatre (2007), Mia
- The Chalk Garden, Donmar Warehouse (2008), Laurel
- Luise Miller, Donmar Warehouse (2011)

## Ocenění a nominace
| Ocenění                                       | Rok  | Film(y)                      | Kategorie                                                                         | Výsledek  |
| --------------------------------------------- | ---- | ---------------------------- | --------------------------------------------------------------------------------- | --------- |
| AACTA Awards                                  | 2015 | Teorie všeho                 | Nejlepší mezinárodní herečka                                                      | nominace  |
| Oscar                                         | 2015 | Teorie všeho                 | Nejlepší herečka                                                                  | nominace  |
| Alliance of Women Film Journalists            | 2014 | Vášeň mezi řádky             | Nejzávažnější věkový rozdíl mezi filmovými milenci (společně s Ralphem Fiennesem) | nominace  |
| Cena Saturn                                   | 2017 | Rogue One: Star Wars Story   | Nejlepší filmová herečka                                                          | nominace  |
| Filmová cena Britské akademie                 | 2015 | Teorie všeho                 | Nejlepší herečka v hlavní roli                                                    | nominace  |
| British Independent Film Awards               | 2011 | Albatros                     | Nejlepší herečka ve vedlejší roli                                                 | nominace  |
| British Independent Film Awards               | 2013 | Vášeň mezi řádky             | Nejlepší herečka                                                                  | nominace  |
| Critics' Choice Movie Awards                  | 2015 | Teorie všeho                 | Nejlepší herečka                                                                  | nominace  |
| Dallas–Fort Worth Film Critics Association    | 2014 | Teorie všeho                 | Nejlepší herečka                                                                  | nominace  |
| Denver Film Critics Society                   | 2012 | —                            | Nejlepší průlomová hvězda                                                         | nominace  |
| Denver Film Critics Society                   | 2015 | Teorie všeho                 | Nejlepší herečka                                                                  | nominace  |
| Detroit Film Critics Society                  | 2011 | Zamilovaní                   | Nejlepší herečka                                                                  | nominace  |
| Detroit Film Critics Society                  | 2011 | Zamilovaní                   | Průlomový výkon                                                                   | nominace  |
| Empire Awards                                 | 2012 | Zamilovaní                   | Nejlepší ženský nováček                                                           | vítězství |
| Empire Awards                                 | 2015 | Teorie všeho                 | Nejlepší herečka                                                                  | nominace  |
| Empire Awards                                 | 2017 | Rogue One: Star Wars Story   | Nejlepší herečka                                                                  | vítězství |
| Zlatý glóbus                                  | 2015 | Teorie všeho                 | Nejlepší herečka v dramatu                                                        | nominace  |
| Gotham Awards                                 | 2011 | Zamilovaní                   | Průlomová herečka                                                                 | vítězství |
| Hollywood Film Awards                         | 2011 | —                            | Nová hollywoodská cena                                                            | vítězství |
| Houston Film Critics Society                  | 2015 | Teorie všeho                 | Nejlepší herečka                                                                  | nominace  |
| Kid's Choice Awards                           | 2017 | Rogue One: Star Wars Story   | Nejlepší filmová herečka                                                          | nominace  |
| Kid's Choice Awards                           | 2017 | Rogue One: Star Wars Story   | Nejlepší nakopávač zadků                                                          | nominace  |
| Kid's Choice Awards                           | 2017 | Rogue One: Star Wars Story   | Nejlepší parta                                                                    | nominace  |
| London Film Critics' Circle                   | 2015 | Teorie všeho                 | Britská herečka roku                                                              | nominace  |
| MTV Movie & TV Awards                         | 2017 | Rogue One: Star Wars Story   | Nejlepší superhrdina                                                              | nominace  |
| National Board of Review                      | 2011 | Zamilovaní                   | Průlomový výkon                                                                   | vítězství |
| San Diego Film Critics Society                | 2014 | Teorie všeho                 | Nejlepší herečka                                                                  | nominace  |
| Filmový festival v Santa Barbaře              | 2015 | Teorie všeho                 | Filmová cena Cinema Vanguard (společně s Eddiem Redmaynem)                        | vítězství |
| Satellite Award                               | 2015 | Teorie všeho                 | Nejlepší herečka                                                                  | nominace  |
| Screen Actors Guild Award                     | 2015 | Teorie všeho                 | Nejlepší herečka                                                                  | nominace  |
| Screen Actors Guild Award                     | 2015 | Teorie všeho                 | Nejlepší výkon obsazení celovečerního filmu                                       | nominace  |
| St. Louis Gateway Film Critics Association    | 2014 | Teorie všeho                 | Nejlepší herečka                                                                  | nominace  |
| Filmový festival Sundance                     | 2011 | Zamilovaní                   | Speciální cena poroty                                                             | vítězství |
| Teen Choice Awards                            | 2015 | Teorie všeho Pravdivý příběh | Nejlepší herečka v dramatu                                                        | nominace  |
| Teen Choice Awards                            | 2017 | Rogue One: Star Wars Story   | Nejlepší filmová herečka: sci-fi                                                  | nominace  |
| Washington D.C. Area Film Critics Association | 2014 | Teorie všeho                 | Nejlepší herečka                                                                  | nominace  |
| Women Film Critics Circle                     | 2014 | Teorie všeho                 | Cena neviditelné ženy                                                             | vítězství |